# Altérite

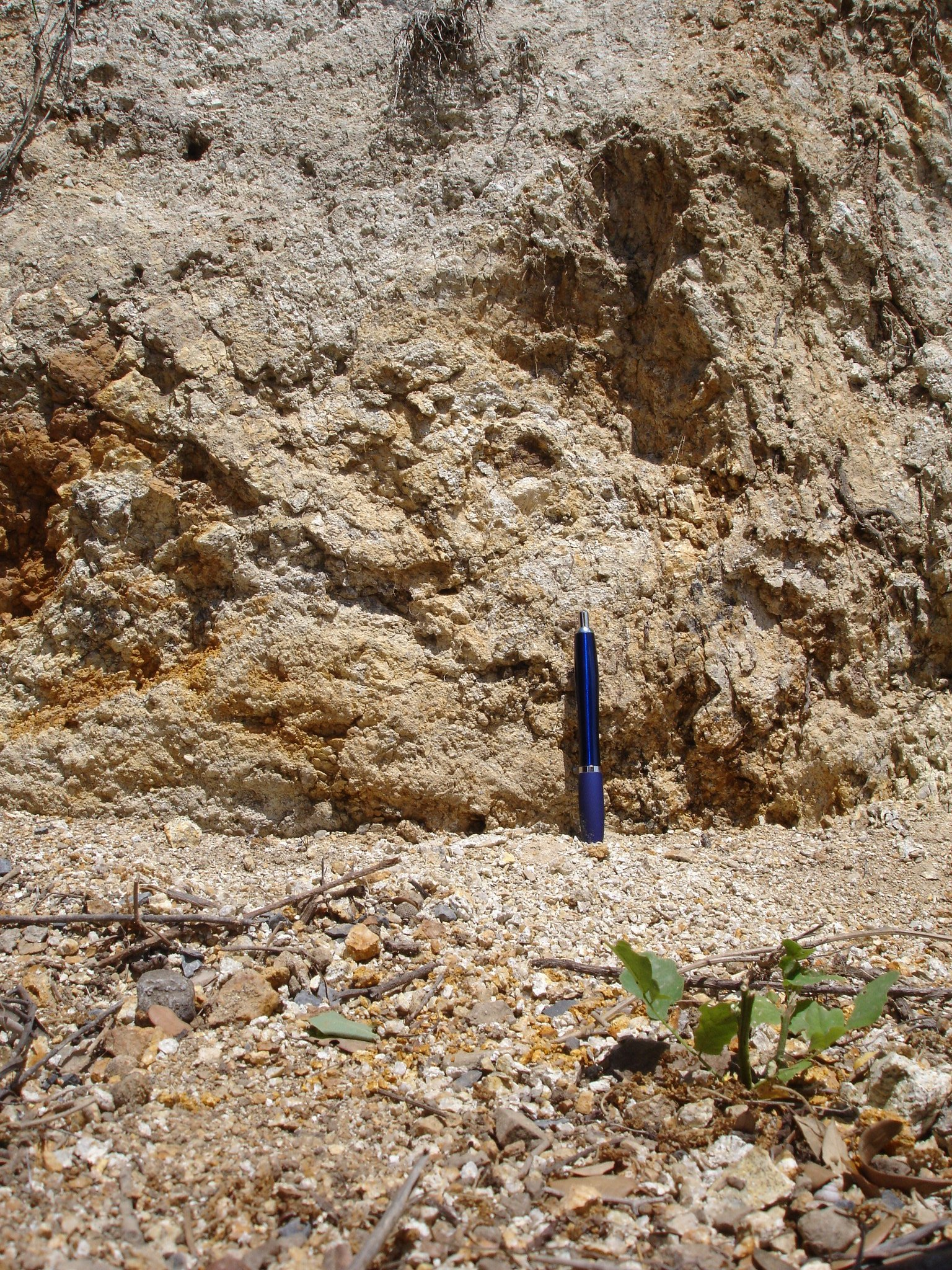
Au premier plan : arène granitique.
Au second plan : granite très altéré.

Une altérite est une formation géologique (généralement meuble) superficielle, formée in situ, résultant de l'altération physico-chimique de roches antérieures sans transformations pédologiques notables.
Sous des climats "chauds" et hydrolysants, la roche-mère s'altère et se transforme par hydrolyse de minéraux, oxydation des minéraux riches en fer ou dissolution des minéraux solubles. Ces processus conduisent à la formation de sables (comme les arènes granitiques), de limons et d'argiles d'altération (pour d'autres formations géologiques telles que les schistes, grès, etc). Les karsts sont aussi des produits de l'altération mais de roches carbonatées (calcaires et dolomies).

## Classification
Les géologues distinguent en profondeur, l’isaltérite qui a conservé la structure apparente de la roche (préservation des litages, de la schistosité), et au-dessus l’allotérite qui n'a conservé ni les structures, ni les volumes.

## Exemples
- Arène granitique
- Latérites
- Bauxites